# 東リスカム
東リスカム（伊: Lyskamm Orientale, 独: Ostliche Lyskamm）は、イタリア・スイス国境にあるペンニネアルプス山脈の山・リスカムの峰の一つ。
1861年8月19日、登山家のJ.F. Hardy, A.C. Ramsay, F. Sibson, T. Rennison, J.A. Hudson, William Edward Hall, C.H. Pilkington, R.M. Stephenson, Jean-Pierre Cachat, Franz Josef Lochmatterに初登頂された。

## 山小屋
- カパンナ・ニフェッティの山小屋　Capanna Gnifetti (3,647m)
- マントヴァの山小屋 Rifugio Mantova (3,498m)